# Presseclub Darmstadt
Der Presseclub Darmstadt ist ein eingetragener Verein aus Darmstadt. Alle zwei Jahre lobt der Presseclub den mit insgesamt 6000 Euro dotierten Journalistenpreis Der Niebergall aus.

## Geschichte
Die Mitglieder des Presseclubs treffen sich seit der Gründung am 17. Januar 2005 monatlich zu Seminaren, Vortrags- und Fortbildungsveranstaltungen, regelmäßig unter Teilnahme externer Referenten und Gästen, im Künstlerhaus Ziegelhütte in Darmstadt. Vereinsziele sind die
- Förderung internationaler Gesinnung, der Kultur und der Völkerverständigung, mit Publikationen, die der Toleranz auf allen Gebieten des menschlichen Zusammenlebens dienen,
- Information und Meinungsbildung, insbesondere im Interesse der Förderung des publizistischen Nachwuchses,
- die Ausgestaltung des Leitbildes Wissenschaftsstadt Darmstadt,
- sowie die berufliche Bildung in- und ausländischer Journalisten, wie durch Stipendien. So ging das mit monatlich 250 Euro dotierte Stipendium für den journalistischen Nachwuchs des Presseclubs Darmstadt für die Jahre 2014 und 2015 an die Studentin der Hochschule Darmstadt Kerstin Pasemann.[1]

Die Geisteshaltung des Vereins wird in einer Dankesrede von Lars Oliver Hennemann bei der Übernahme des Vereinsvorsitzes im Jahre 2016 deutlich: 

„Der Presseclub verkörpert exemplarisch die Bedeutung eines demokratischen gesellschaftlichen Diskurses und ist offen für alle, die in Darmstadt und Umgebung mit dem Erhalt und der Fortentwicklung dieses Diskurses befasst sind. Die letzten Wochen und Monate haben gezeigt, wie wichtig der sachliche und ausgewogene Austausch von Argumenten für unser Land sind.“

## Mitglieder
Dem Presseclub Darmstadt gehören rund 55 persönliche Mitglieder, vor allem Journalisten, zehn korporative Mitglieder und Gastmitglieder an. Bei den korporativen Mitgliedern handelt es sich um die Unternehmen und Körperschaften Darmstädter Privatbrauerei, Entega AG, HEAG, Hochschule Darmstadt, Industrie- und Handelskammer Darmstadt, Klinikum Darmstadt, Merck KGaA, Sozialversicherung für Landwirtschaft, Forsten und Gartenbau, Sparkasse Darmstadt, Stadt Darmstadt.

## Vorstand
Der Vorstand des Presseclubs Darmstadt e.V., der auf zwei Jahre bis 2025 gewählt ist, besteht aus dem Vorsitzenden Patrick Körber, der stellvertretenden Vorsitzenden Ariane Steinmetz und dem Schatzmeister Klaus von Prümmer sowie den Beisitzern Martina Noltemeier und Markus Schmidt.

## Der Niebergall
Alle zwei Jahre lobt der Presseclub den mit insgesamt 6000 Euro dotierten Journalistenpreis Der Niebergall aus, eingedenk des Darmstädter Schriftstellers Ernst Elias Niebergall, der bereits mit 28 Jahren starb und dessen triste Kindheit von materiellem Mangel geprägt war. Er versuchte seine Lebenssituation mit literarischen Erzeugnissen zu verbessern und erlangte Bekanntheit, allerdings erst nach seinem Tod, über seine Heimatstadt hinaus vor allem das mundartliche Lustspiel Datterich.

### Preisträger 2006
Der erste Preis, noch mit 1000 Euro prämiert, erhielt die Lokalredaktion der Frankfurter Rundschau in Darmstadt für ihre in der Vorweihnachtszeit 2005 veröffentlichte Serie Wir öffnen Türen. Die beiden zweite Preise, mit 750 Euro dotiert, gingen an den Redakteur des Darmstädter Echo Paul-Hermann Gruner für dessen Serie Mein Lieblingsort und Rainer Hein von der Rhein-Main-Zeitung der Frankfurter Allgemeine Zeitung für fünf Beiträge zu verschiedenen Lokalthemen.

### Preisträger 2008
Im Jahre 2008 ging der mit 2500 Euro prämierte Preis an den Darmstädter Journalisten Frank W. Methlow, für seine im Lokalteil der Frankfurter Rundschau erschienene Serie Good Bye Gis.

### Preisträger 2010
Das Feuilleton-Team Stefan Benz, Johannes Breckner, Annette Krämer-Alig und Klaus Trapp des Darmstädter Echo wurde mit dem ersten Preis für die elf teilige Serie Hauptdarsteller der heimischen Kulturszene ausgezeichnet. Der zweite Preis wurde dem Journalisten Klaus Honold verliehen, dessen Beiträge im Lokalteil des Darmstädter Echo sich gern und intensiv mit der Stadt als Erscheinung, als baulich gelungene oder verfehlte Entwicklung und als Alltagsumfeld befassen.

### Preisträger 2012
Für seine über zwei Jahre sich erstreckende Berichterstattung zum Museum Sander wurde der Korrespondent Rainer Hein der FAZ-Rhein-Main-Zeitung ersten Preis ausgezeichnet. Mit einem Preisgeld von 2000 Euro wurde der neu geschaffene Nachwuchspreis die Arbeit von Kerstin Schumacher für die Reportage über den Darmstädter Straßenstrich in der Kirschenallee, den sie als Volontärin des Starkenburger Echo verfasste, anerkannt.

### Preisträger 2014
Florian Karlein, Lokalredakteur beim Bergsträßer Anzeiger, erhielt den ersten Preis mit einer Geldprämie von 4000 Euro für seine im September 2012 erschienene Doppelseite Ärztemangel auf dem Land. Mona Jaeger bekam den Nachwuchspreis als Volontärin der Frankfurter Allgemeinen Zeitung für ihren im August 2014 erschienenen Artikel Sterben in der Provinz, in dem sie die Situation der Palliativmedizin in ländlichen Regionen dargestellt hatte.

### Preisträger 2016
Für die 2015 erschienene zweiteilige Serie über den Darmstädter SS-General Karl Wolff wurde der Journalist Daniel Baczyk mit dem ersten Preis ausgezeichnet. Der zweite, mit 2000 Euro dotierte Preis ging an Marcella Märtel für eine Doppelseite im Bergsträßer Anzeiger zum Thema Sexting. Der Sonderpreis, mit Zuwendung von 1000 Euro, erhielt Andel Müller für seine 2014 im Darmstädter Echo veröffentlichte zehnseitige Serie zum Ersten Weltkrieg.

### Preisträger 2018
Lisa Brockschmidt erhielt den Nachwuchs-Preis Der Niebergall für eine Live-Radiosendung auf Antenne Bergstraße zum Thema „Shark City“. Brockschmidt hatte diese konzipiert und moderiert und damit erstmals drei widerstreitende Parteien zu dem Thema an einen Tisch geholt. In der Kategorie Punkt. erhielt Jan Schiefenhövel die Auszeichnung für seinen Bericht „Die Ruhe in der Stimme steckt an“. Dieser kurze tagesaktuelle Bericht in der FAZ über eine Lesung aus der Bibel in einer Darmstädter Kirche schilderte eine Aktion im Jubiläumsjahr der Reformation, in der rund 100 Stunden lang Ehrenamtliche ununterbrochen die Heilige Schrift vorgetragen haben. In der rechercheintensiven Kategorie Zeit.Punkt. erkannte die Jury einstimmig Constantin Lummitsch den Preis zu. Die Jury würdigte damit seine Reportage „Bilanz einer Todesnacht“, erschienen am 5. Juni 2018 im Darmstädter Echo, über Bernhard Kimmel, den „Al Capone von der Pfalz“ und sein Opfer, den Bensheimer Polizisten Achim Benick.

### Preisträger 2020
2020 erhielt Constantin Lummitsch den Niebergall-Preis in der Kategorie Zeit.Punkt für seine Reportage „Ein Gedicht für Paula“ zum Thema Armutsbestattungen, die am 21. November 2019 im Darmstädter Echo erschienen war. Mit dem Nachwuchspreis wurden Johanna Christner (Frankfurter Allgemeine Sonntagszeitung) sowie der freiberufliche Journalist Samba Gueye ausgezeichnet.

### Preisträger 2022
2022 wurden die Hauptpreise in der Kategorie Zeit.Punkt an Stefan Benz und Martin Rücker verliehen. Benz ist Kulturredakteur beim Darmstädter Echo, erhielt den Niebergall für seinen Text „Völkerpark als Pufferzone“ über den Darmstädter Bürgerpark Nord. Der frei Journalist Rücker wurde für seine in der Welt am Sonntag und bei welt.de veröffentlichten Recherchen über einen Krankheitsausbruch unter hessischen Klinikpatienten ausgezeichnet, der mit Hygienemängeln in einem Lebensmittelbetrieb sowie behördlichen Kontrolllücken in Verbindung steht. Außerdem erhielten Lina Böhle, Antonia Hirnich und Moritz Zschau den Nachwuchspreis für einen Audiobeitrag über den Umgang mit der Corona-Pandemie im Gefängnis Dieburg.